# ヨシモトムチッ子物語
ヨシモトムチッ子物語（ヨシモトムチッこものがたり）は、吉本興業の子会社である株式会社ニューキッズインよしもとのオリジナルキャラクターである。吉本興業の創業85周年を記念して作られさまざまなメディアミックス展開がなされた。

## ムチッ子
「ムチッ子」は、吉本興業所属のお笑いタレントと虫を合わせたキャラクターである。CGキャラクターデザインは「GREGORY HORROR SHOW」などを手がけたイワタナオミ。CGでは四角い箱のようなデザインだったが、テレビアニメ放送の際にアレンジされた。
「声」はアニメ版の声優。

### レギュラー
- テントウムシハナコ（アニメ版の主人公）「山田花子+テントウムシ」（声：生駒治美）
- オカムラバエ（漫画版の主人公）「岡村隆史（ナインティナイン）+ハエ」（声：増岡太郎）
- アメンボヤベ「矢部浩之（ナインティナイン）+アメンボ」（声：渡辺美佐）
- カマドウマサカタ「坂田利夫+カマドウマ」（声：茶風林）
- カンペイカメムシ「間寛平+カメムシ」（声：龍田直樹）
- サンマカマキリ「明石家さんま+カマキリ」（声：けーすけ）
- アブラゼミノリオ「西川のりお（西川のりお・上方よしお）+アブラゼミ」（声：石井康嗣）

　25話からレギュラー出演
- シャクトリムシブラザーズエンドウ「遠藤章造（ココリコ）+シャクトリムシ」（声：長沢直美）
- シャクトリムシブラザーズタナカ「田中直樹（ココリコ）+シャクトリムシ（声：雪乃五月）

　28話からレギュラー出演
- メカシデムシミヤサコ「宮迫博之（元雨上がり決死隊）+シデムシ+メカ」（声：土門仁）
- ゴミムシホトハラ「蛍原徹+ゴミムシ」（声：高瀬右光）

### 準レギュラー
- ミツバチハマダ「浜田雅功（ダウンタウン）+ミツバチ」（声：池上真弘）
- スパイダーマツモト「松本人志（ダウンタウン）+クモ」（声：水内清光）
- Mr.オクレミノムシ「Mr.オクレ+ミノムシ」（声：堀本等）
- ウチバゼミ「内場勝則+セミ」（声：拡森信吾）
- カゲロウイクヨ「今いくよ（今いくよ・くるよ）+カゲロウ」（声：津島瑞穂）
- コガネムシクルヨ「今くるよ（今いくよ・くるよ）+コガネムシ」（声：児島ちはる）

### ゲスト・その他
- ボウフライケノ「池乃めだか+ボウフラ」 （声：パンチUFO）
- ゲンゴロウシマキ「島木譲二+ゲンゴロウ」（声：渡部猛→並木伸一）
- ダイスケゾウムシ「宮川大助（宮川大助・花子）+ゾウムシ」（声：広瀬正志）
- ハナコアゲハ「宮川花子（宮川大助・花子）+アゲハチョウ」（声：榎本充希子）
- ナナフシヒガシノ「東野幸治+ナナフシ」（声：北島淳司）
- ハタラキアリセイジ「千原せいじ（千原兄弟）+ハタラキアリ」
- ヘイタイアリコウジ「千原ジュニア（千原兄弟）+ヘイタイアリ」
- マエダオサムシ「前田五郎（元コメディNo.1）+オサムシ」（声：星野亘）
- フンコロガシクラノ「蔵野孝洋（現・ほんこん）（130R）+フンコロガシ」（声：井上隆之）
- イタオサナギ「板尾創路（130R）+蛹」（声：真殿光昭）
- シンスケクワガタ「島田紳助+クワガタムシ」（声：遊佐浩二）
- タガメマサ「トミーズ雅（トミーズ）+タガメ」（声：布目貞雄）
- コメツキムシケン「トミーズ健（トミーズ）+コメツキムシ」（声：大西健晴）
- ヘイケボタルナルミ「なるみ+ヘイケボタル」
- ゲンジボタルシズカ「宇野志津香（元トゥナイト）+ゲンジボタル」
- ヤマザキゴキブリ「山崎邦正（現・月亭方正）+ゴキブリ」（声：高杉'Jay'二郎）
- コエダヤブカ「桂小枝+ヤブカ」（声：渡辺武彦）
- ニカクカタツムリ「笑福亭仁鶴+カタツムリ」（声：阪脩）
- ヒグラシキクスイマル「河内家菊水丸+ヒグラシ」（声：橋本忠雄）
- ベニシジミノザワ「野沢直子+ベニシジミ」（声：松井摩味）
- アリジゴクツジモト「辻本茂雄+アリジゴク」（声：阪井康人）
- サンシキリギリス「桂三枝（現・6代目桂文枝）+キリギリス」（声：山野史人）
- グンバイヤマシタ「オモロー山下+グンバイムシ」（声：田中一成）
- サシガメワタナベ「渡辺鐘（現・桂三度）＋サシガメ」（声：小野坂昌也）
- ナベブタムシケン「ケン（水玉れっぷう隊）+ナベブタムシ」
- マツモムシアキ「アキ（水玉れっぷう隊）+マツモムシ」
- ヌケガラオサム「ぼんちおさむ（ザ・ぼんち）+抜け殻」（声：前塚厚志）
- キンシノミ「桂きん枝（現・4代目桂小文枝）+ノミ」（声：堀川りょう）
- アカトンボニシカワ「西川きよし+アカトンボ」（声：島田敏）
- ハナカマキリモモコ「ハイヒールモモコ（ハイヒール）+ハナカマキリ」（声：松本梨香、神宮司弥生）
- クロアゲハリンゴ「ハイヒールリンゴ（ハイヒール）+クロアゲハ」（声：小桜エツ子）
- マイマイカブリシミズ「清水圭+マイマイカブリ」（声：佐藤まさよし）
- フジイケムシ「藤井隆+ケムシ」（声：若本規夫）
- イマダミミズ「今田耕司+ミミズ」（声：志賀克也）
- ロンブーアリアツシ「田村淳（ロンドンブーツ1号2号）+アリ」（声：福山潤）
- ロンブーアリリョウ「田村亮（ロンドンブーツ1号2号）+アリ」（声：福田真也）
- スズムシヨシダ「吉田ヒロ+スズムシ」（声：島岡安芸和）
- カミキリムシカトウ「加藤浩次（極楽とんぼ）+カミキリムシ」（声：風間信彦）
- エンマムシヤマモト「山本圭壱（極楽とんぼ）+エンマムシ」（声：一条和矢）
- シロヒトリキミエ「中西喜美恵+アメリカシロヒトリ」
- チョッキリクロダ「黒田有（メッセンジャー）+チョッキリ」
- オトシブミアイハラ「あいはら雅一（メッセンジャー）+オトシブミ」
- ハンシンオケラ「オール阪神（オール阪神・巨人）+ケラ」（声：置鮎龍太郎）
- キョジンカブトムシ「オール巨人（オール阪神・巨人）+カブトムシ」（声：徳山靖彦）
- トゲトゲフジモト「藤本敏史（FUJIWARA）+トゲトゲムシ」
- チョウカイボンハラニシ「原西孝幸（FUJIWARA）+チョウカイボン」
- ハサミムシショージ「村上ショージ+ハサミムシ」（声：布目貞雄）
- コオロギブンチン「桂文珍+コオロギ」（声：宮田浩徳）
- ヨコバエヨシオ「上方よしお（西川のりお・上方よしお）+ヨコバイ」（声：福島潤）
- ハンミョウヤスエ「未知やすえ+ハンミョウ」
- ガガンボカウス「中田カウス（中田カウス・ボタン）+ガガンボ」（声：乃村健次）
- ボタンダニ「中田ボタン（中田カウス・ボタン）+ダニ」
- ダンゴムシモリオ「ホルスタイン・モリ夫（モリマン）+ダンゴムシ」（声：萩森侚子）
- ショウリョウバッタシュウ「和泉修（ケツカッチン）+ショウリョウバッタ」
- コカマキリゼンジロウ「ぜんじろう+コカマキリ」
- トラカミキリハッポウ「月亭八方+トラカミキリ」
- イモムシキムラ「木村祐一+イモムシ」
- オオテントウムシマン「種馬マン（モリマン）+オオテントウムシ」（声：萩森侚子）
- チャーリータマムシ「チャーリー浜+タマムシ」（声：高橋英一　A-1（エイイチ））
- ジガバチイシダ「石田靖+ジガバチ」（声：遠近孝一）
- オビタニクロコガネ「帯谷孝史+クロコガネ」（声：宇垣秀成）
- ドロムシタケワカ「竹若元博（バッファロー吾郎）+ドロムシ」
- キクイムシキムラ「木村明浩（現・バッファロー吾郎A）（バッファロー吾郎）+キクイムシ」
- ダイコクムシイノウエ「井上竜夫+ダイコクムシ」（声：名取幸政）
- マダラクワガタシマダ「島田一の介+マダラクワガタ」
- アカオニグモユミ「末成由美+アカオニグモ」
- コノハチョウミホ「中山美保+コノハチョウ」（声：橘ひかり）
- アカコメツキアキエ「浅香あき恵+ベニコメツキ」
- サブローマツムシ「大平サブロー+マツムシ」（声：高塚正也）
- クワバラムカデ「桑原和男+ムカデ」（声：鈴村健一）
- ナメクジタマヨ「島田珠代+ナメクジ」（声：三浦雅子）

### ムチッ子の家族
- ハナコのママ（声：神代知衣）
- ハナコのパパ（声：石井康嗣）
- ヤマザキのママ（声：鯨エマ）
- ノザワのママ（声：山口由里子）

## メディアミックス

### CGドラマ『ヨシモト昆虫大図鑑ムチッ子物語』
1998年4月1日～9月30日の期間、テレビ東京「おはスタ」内でムチッ子のモデルの一組であるココリコ出演、ムチッ子がCGのミニドラマが放送された。ムチッ子マシーンから出て来るムチッ子を研究している博士&助手の話。ムチッ子は効果音程度の鳴き声は発するが、基本的にしゃべらない。

#### キャスト
- 遠藤博士 - 遠藤章造（ココリコ）
- 田中助手 - 田中直樹（ココリコ）
- ムチッ子マシーン - 野沢雅子
- 大博士 - 遠藤章造（ココリコ）
- 大助手 - 田中直樹（ココリコ）

### テレビアニメ
『おはスタ』枠内でムチッ子達が登場するテレビアニメが1998年10月26日から1999年11月5日に放送された。毎日4分程度ずつ、1話を1週間（5日）で放送。全47話。またおはスタ未ネット局やTOKYO MXなどでも一週間分を30分枠に編集されたものが放送された。後にWiiの間の『よしもとの間』で全12話での配信がされている。
アニメ終了後は引き続き同番組内で、毎回日替わりで1匹のムチッ子を主役にしたフルCGのショートアニメも放送。全88話（※放送中に行われた計8回の再放送と特番4話分を除く）。エンディングにはそのムチッ子のモデルになった芸人本人も登場し、「つづく」と言って締める。
2022年以降現在、DVD版・Blu-ray版はリリースされていない。

#### スタッフ
- 企画原案 - ニューキッズ イン よしもと、FAB
- 監督 - やすみ哲夫
- キャラクター原案 - イワタナオミ
- キャラクターデザイン - 末吉裕一郎
- アニメーション制作 - 小学館プロダクション、シンエイ動画
- 製作 - テレビ東京、ニューキッズ イン よしもと、小学館、ソニー・ミュージックエンタテインメント

#### 主題歌
- 前期オープニング・エンディング「ムチムチロケンロー!!」歌 - ROLLY（第1話 - 第38話）
- 後期オープニング・エンディング「MOTHER」歌 - hanaco with PUFFY（第39話 - 最終話）

#### 放送局
太字は「おはスタ」枠内で放送。
- テレビ東京（制作局）
- テレビ北海道
- 岩手めんこいテレビ
- 秋田テレビ
- 山形放送
- テレビ新潟
- チューリップテレビ
- テレビ愛知
- テレビ大阪
- 山陰放送
- テレビせとうち
- 広島ホームテレビ
- テレビ山口
- テレビ高知
- TXN九州
- 長崎国際テレビ
- テレビ熊本
- テレビ大分

### 漫画
小学館と吉本興業の共同企画として『月刊コロコロコミック』と『コミックGOTTA』で連載されていた。漫画の作者は樫本学ヴ。この作品では「テントウムシハナコ」は初期2回では「山田テントウムシ」だった。

### ゲームソフト
SMEからプレイステーション用ゲームソフト「ヨシモトムチッ子大決戦 〜南の島のゴロンゴ島〜」が1999年9月30日に発売された。

#### 登場キャラクター
- ホップ（主人公）（声：小島幸子）
- モンモン（声：金月真美）
- ムチッ子マシーン

その他、40匹以上のムチッ子が登場する。

### その他
各種グッズが発売されたほか、吉本興業のiモードサイトでキャラクター配信が行われた。
また、SNKが出していたプリクラ機『NEOプリント』のフレームにもなったことがある。

## 備考
- テントウムシハナコは、『SPA!』誌1999年10月6日号の表紙を飾った[2]。アニメ終了後も「おはスタ」1部で着ぐるみキャラとして時刻読みを担当した時期もあった（2003 - 2007年度はオープニングのみの登場に留まっている）。
- アニメ主題歌「ムチムチロケンロー!!」（作詞・作曲・歌：ROLLY）は、歌詞に「ロボトミー」という単語があったため、放送途中で歌詞が変更になっている。
- かつてのHEY!HEY!HEY! MUSIC CHAMPのセットには、ダウンタウンの2人が司会をしているためか、スパイダーマツモトとミツバチハマダのぬいぐるみが置かれていた。
- メディアミックスに関わっていた『おはスタ』では、その後それぞれ虫のコスプレをした吉本芸人のキャラクターとして2009年度から2011年度まで「ムッシー」（エド・はるみ、高木晋哉など）、2012年度に「ギャグムシ」（しずる、ハリセンボンなど）が登場していた。